# Vår vän Anne
Vår vän Anne (originaltitel: Anne of Avonlea) är Lucy Maud Montgomerys andra bok i serien om Anne på Grönkulla, första gången publicerad på engelska 1909 och på svenska 1910. Den finns även i (förkortad) svensk översättning som Anne växer upp.
Romanen översattes till svenska av Karin Jensen vid den första svenska utgåvan 1910. På svenska har boken släppts i flera olika utgåvor med Jensens översättning. Även den senaste utgåvan från 2018 är med Jensens svenska översättning
Romanen har bland annat använts som förlaga för miniserien Anne på Grönkulla 2.

## Handling
Romanens protagonist Anne Shirley är mellan 16 och 18 år gammal och har blivit lärarinna i byskolan i hembyn Avonlea. De flesta av hennes elever tycker mycket om henne, däribland är Paul Irving, som har en livlig fantasi precis som Anne. Hon och hennes jämnåriga kamrat Gilbert och deras vänner startar en förening för att göra Avonlea vackrare. Det går bra och de samlar ihop pengar för att måla om det gamla tingshuset.
Marillas brylling dör och de tar hand om hennes sex år gamla tvillingar. Dora är alltid snäll och gör sina sysslor utan problem medan hennes bror Davy ställer till ofog och ifrågasätter det mesta. 
Grönkulla har även fått en ny granne, herr Harrison. Han förefaller inledningsvis vara otrevlig, men Anne finner att han egentligen är väldigt trevlig. På en utflykt hittar Anne, Diana, Jane och Priscilla en övergiven gammal trädgård som tillhörde de nu avlidne Hester Greys. Anne blir förtjust och därefter får både Hester och Annes avlidna fosterfar Matthew alltid blommor på sina gravar. Hester får oftast rosor från sin trädgård. En dag blir det en kraftig hagelstorm; boskap som står ute avlider och fönsterrutor krossas.
En dag när Anne och Diana skulle på tebjudning gick de fel i skogen. De kom istället till Ekostugan där den ogifta fröken Lavendel bor med sin husa "Charlotta den fjärde" (hon heter egentligen Leonora). Fröken Lavendel har fantasi precis som Anne och de blir mycket goda vänner. Även skoleleven Paul och fröken Lavendel blir så småningom vänner. Anne lirkar sakta fram berättelsen om Pauls pappas och fröken Lavendels gamla kärlekshistoria.